# 東京自転車節
『東京自転車節』は、2021年7月10日公開の日本映画。

## 概要
「ひいくんのあるく町」の青柳拓監督が、2020年緊急事態宣言下の東京で自らの自転車配達員としての活動を記録したドキュメント。新型コロナウイルスの感染拡大防止のため緊急事態宣言が発出された2020年の東京。自転車配達員として働くことになった青柳は、スマートフォンとGoProで自身の活動を記録していく。セルフドキュメンタリーを踏襲しながら、SNS動画の感覚でまとめあげた日常を記録した映像を通し、コロナ禍によって生まれた「新しい日常」とは何かを問いかけていく。。
キャッチコピーは「漕げや、稼げや、生き抜けや。」。

## あらすじ
2020年3月。山梨県で映像作家として活動する青柳拓監督は、生活を支えていた代行運転の仕事をコロナ禍の影響で失ってしまう。やむを得ず彼は、東京でフードデリバリーの仕事に就くことを決意。新型コロナウイルスの感染者数が増え、緊急事態宣言下に入っている東京の街を自転車で駆けめぐる自身と街の姿を記録していく。様変わりした東京の街と人々の様子に、青柳監督はさまざまな感情を抱く。
働くということとは？“あたらしい日常”を生きることとは？あらわになった“ニュートーキョー”を自転車配達員の視点で疾走する路上労働ドキュメンタリー。

## 登場人物
- 青柳拓
- 渡井秀彦
- 加納土
- 飯室和希
- 齊藤佑紀

## スタッフ
- 監督：青柳拓
- プロデューサー：大澤一生
- 撮影：青柳拓、辻井潔、大澤一生
- 編集：辻井潔
- 音楽：秋山周
- 宣伝デザイン：成瀬慧
- 製作：ノンデライコ、水口屋フィルム
- 配給：ノンデライコ

## 主題歌
- 「東京自転車節」

作詞・作曲：秋山周

## 受賞
- 映画芸術「2021年日本映画ベストテン＆ワーストテン」ベスト10位獲得[4]
- フランス「Fenêtres sur le Japon – 日本への窓ドキュメンタリー映画祭」[5]